# Johann Bayer

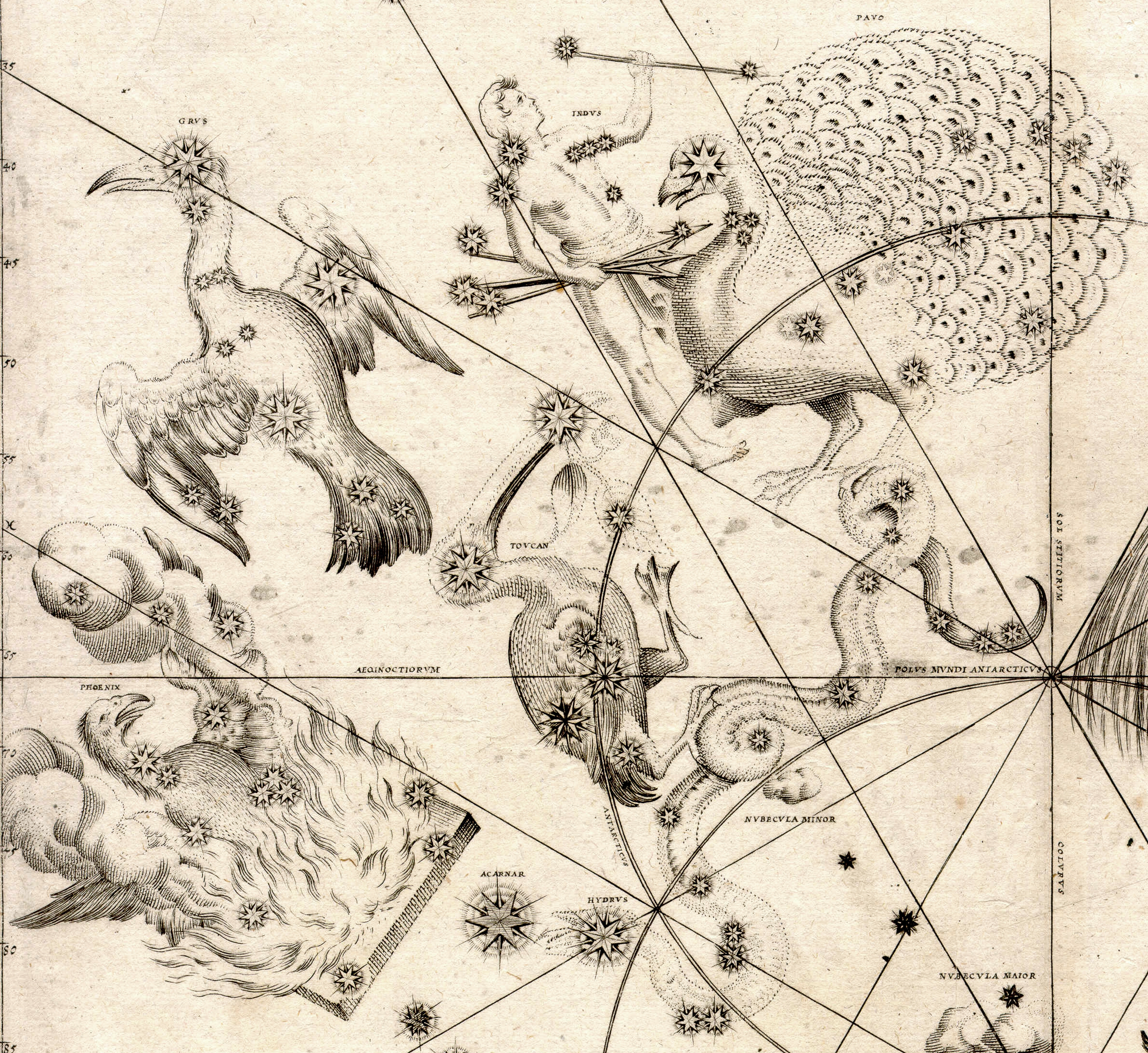
Một phần bản đồ Uranometria

Johann Bayer (1572- 07/03/1625) là một luật sư, nhà thiên văn học và là người vẽ bản đồ bầu trời người Đức. Ông sinh ở Rain, Lower Bavaria năm 1572. Ở tuổi 20, ông bắt đầu học triết học và luật ở Đại học Ingolstadt, sau đó ông chuyển tới Augsburg để bắt đầu công việc luật sư, trở thành Cố vấn pháp lý cho hội đồng thành phố năm 1612.
Bayer đã có một số mối quan tâm khác ngoài công việc chính của mình, bao gồm cả khảo cổ học và toán học. đặc biệt là công việc xác định vị trí của các đối tượng trên bầu trời. Ông không lập gia đình và qua đời năm 1625.

Bayer nổi tiếng nhất về tập bản đồ bầu trời sao Uranometria Omnium Asterismorum, thường gọi là tập bản đồ Uranometria, được xuất bản lần đầu vào năm 1603 ở Augsburg và được dành tặng cho hai công dân nổi tiếng của địa phương. Đây là bản đồ đầu tiên về toàn bộ bầu trời. Nó được hoàn thành dựa trên thành quả của nhà thiên văn học Tycho Brahe và có thể đã vay mượn từ bản đồ sao năm 1540 của  Alessandro Piccolomini, De le Stelle fisse ("Về các ngôi sao cố định"), mặc dù Bayer đã bổ sung thêm 1.000 ngôi sao. Uranometria cũng giới thiệu một hệ thống mới để định danh các ngôi sao, một cách đặt tên nổi tiếng được gọi là định danh Bayer. Tập bản đồ của Bayer được bổ sung thêm 12 chòm sao mới để lấp đầy phía nam của bâu trời, vùng trời không được biết đến ở Hy Lạp cổ đại và La mã cổ đại.
Miệng núi lửa Bayer trên Mặt trăng được đặt theo tên ông.

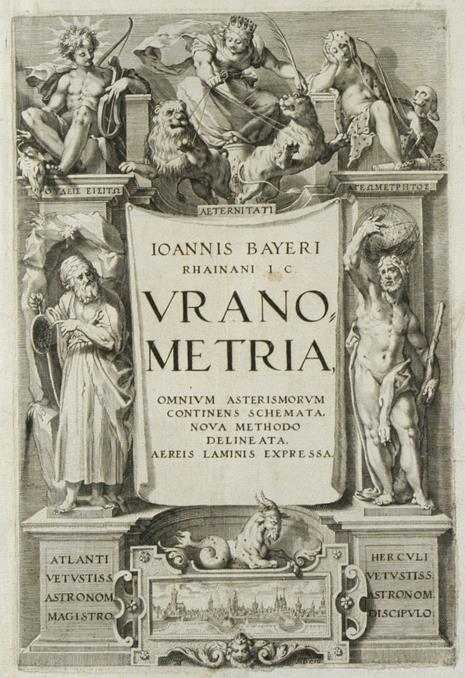
Bìa cuốn Uranometria